# Leilane Assunção
Leilane Assunção (Ceará Mirim, 14 de março de 1981  — Natal, 13 de novembro de 2018) foi uma historiadora, professora universitária, feminista, ativista antiproibicionista e dos direitos humanos. É considerada a primeira mulher trans a ocupar um cargo de professora em uma universidade brasileira.
Doutora em Ciências Sociais pela Universidade Federal do Rio Grande do Norte (UFRN), dedicou sua vida à defesa dos direitos da população LGBT e à luta pela igualdade e reconhecimento de pessoas trans.

## Biografia
Leilane Assunção ingressou na Universidade Federal do Rio Grande do Norte (UFRN) para estudar História, onde passou por sua transição de gênero aos 24 anos, ainda na UFRN. No entanto, enfrentou dificuldades para ter seu nome social respeitado até 2011 pela instituição, precisando ingressar com processos judiciais contra a própria universidade em razão disso.
Formada em História, Leilane concluiu o mestrado e doutorado em Ciências Sociais na UFRN, especializando-se em pesquisas sobre o Brasil contemporâneo, artes e questões de gênero. Além disso, foi professora substituta na mesma instituição, onde trabalhou ativamente até o fim de seu contrato.

### Ativismo
Além de sua trajetória acadêmica, Leilane foi uma ativa defensora dos direitos humanos, principalmente das pautas LGBT. Representou a professora Berenice Bento ao receber o Prêmio Nacional de Direitos Humanos em 2011, destacando-se como uma voz importante na defesa dos direitos de travestis e mulheres transexuais. Ela também foi uma das fundadoras do ciclo de debates antiproibicionistas e da Marcha da Maconha em Natal, promovendo discussões críticas sobre a descriminalização das drogas, que ela acreditava ser essencial para combater a violência associada ao tráfico e ao consumo estigmatizado.
Leilane criticava a despolitização do movimento LGBT, defendendo que a luta por direitos deveria ir além das festividades e se concentrar em debates sobre inclusão, direitos e cidadania. Para ela, a legalização das drogas não era apenas uma questão de saúde pública, mas de justiça social. Também era conhecida por sua hospitalidade e generosidade, realizando anualmente o "Natal dos sem Natal", uma celebração voltada a pessoas da comunidade LGBT que enfrentavam rejeição familiar e passariam as festividades sozinhos.
Em 2016, foi convidada para participar do Programa Xeque Mate, da TV Universitária do Rio Grande do Norte (TVU) respondendo perguntas dos estudantes de Comunicação Social da UFRN.
Ainda em 2016, fundou a Rede Nacional de Feministas Antiproibicionistas (RENFA).

## Reconhecimento
Em 2011, recebeu das mãos da então presidenta Dilma Rousseff o Prêmio Direitos Humanos na categoria Igualdade de Gênero, Doutora Berenice Bento, por defender os direitos das travestis e transexuais. Recebeu agradecimentos em dissertações de mestrado, livros e publicações de artigos científicos.
Produz o capítulo 7 denominado Na História da escravidão, uma reflexão para a cidadania no século XXI na obra O Recôncavo baiano sai do armário: universidade, gênero e sexualidade. O livro constitui o resultado da produção teórica do I Festival Anual de Múltiplas Sexualidades realizado entre os dias 15 e 18 de maio na Universidade Federal do Recôncavo da Bahia evento em que construiu o debate sobre os desafios do acesso de homossexuais no Ensino Superior.
Em 2019, o Sindicato dos Docentes da UFRN (ADURN) exibiu uma entrevista com Leilane, intitulada "Leiane Assunção, presente", como forma de homenagem, onde ela conta sua trajetória como estudante, primeira professora trans do Brasil e militante dos direitos humanos.
Em 2023, a vereadora Brisa Brachi propôs a criação da Comenda Leilane Assunção, para aqueles que se destacam na promoção, defesa da cidadania LGBT e na luta contra a LGBT-fobia em Natal. Em 2024, a Câmara Municipal de Natal aprovou a criação da Comenda Leilane Assunção.
Em sua homenagem, foram criados diversos coletivos e organizações que recebem seu nome, como o Coletivo LGBT+ Leilane Assunção, em Natal, além do Coletivo Leilane Assunção, ligado ao Instituto de Filosofia e Ciências Humanas (IFCH) da Unicamp.

## Morte
Leilane Assunção morreu aos 37 anos, vítima de infecção causada por um fungo, após 30 dias internadas no Hospital Giselda Trigueiro, em Natal. Sua morte causou comoção entre amigos, colegas e ex-alunos.
Diretoria do Sindicato Nacional dos Servidores Federais da Educação Básica, Profissional e Tecnológica (SINASEFE) Seção Natal publicou nota de pesar pelo falecimento da professora Leilane Assunção.